# Hakea nodosa
Hakea nodosa är en tvåhjärtbladig växtart som beskrevs av Robert Brown. Hakea nodosa ingår i släktet Hakea och familjen Proteaceae. Inga underarter finns listade i Catalogue of Life.